# Vlad-Alexandru Cosma
Vlad-Alexandru Cosma (n. 8 februarie 1983, Ploiești, România) este un politician român, fost deputat în legislatura 2012-2016 din partea USL Prahova.
Este fiul fostului președinte al Consiliului Județean Prahova, Mircea Cosma, si fratele mai mic al Andreei Cosma. 

### Acuzații de corupție
Pe 11 februarie 2014 Direcția Națională Anticorupție a solicitat Camerei Deputaților să încuviințeze arestarea preventivă a lui Vlad Cosma. Acesta a fost acuzat de trafic de influență alături de tatăl său Mircea Cosma.
Pe 17 februarie 2014 Camera Deputaților a respins cererea de arestare preventivă a lui Vlad Cosma cu 105 voturi pentru arestare și 217 contra arestării.
Pe 11 aprilie 2014 DNA l-a trimis în judecată în acest dosar sub control judiciar.
Pe 12 iunie 2017, Parchetul de pe lângă Curtea de Apel Ploiești l-a trimis în judecată pe Vlad Cosma pentru săvârșirea infracțiunilor de instigare la evaziune fiscală și spălare de bani. Acesta a fost suspectat că, împreună cu alți inculpați, ar fi disimulat sponsorizarea ilegală a unei campanii electorale prin intermediul unei facturi fiscale fictive cu o valoare de peste 1.000.000 lei.
Pe 8 aprilie 2022 Vlad Cosma a fost achitat definitiv de Curtea de Apel Ploiești în acest dosar.